# Psi Sagittarii
Psi Sagittarii (42 Sagittarii) é uma estrela na direção da constelação de Sagittarius. Possui uma ascensão reta de 19h 15m 32.40s e uma declinação de −25° 15′ 23.8″. Sua magnitude aparente é igual a 4.86. Considerando sua distância de 330 anos-luz em relação à Terra, sua magnitude absoluta é igual a −0.16. Pertence à classe espectral K0/K1III+...